# NGC 3665
NGC 3665 é uma galáxia lenticular (S0) localizada na direcção da constelação de Ursa Major. Possui uma declinação de +38° 45' 47" e uma ascensão recta de 11 horas, 24 minutos e 43,6 segundos.
A galáxia NGC 3665 foi descoberta em 23 de Março de 1789 por William Herschel.